# Far East Air Force (United States Army)
Pour les articles homonymes, voir Far East Air Force.
La Far East Air Force (FEAF) était l'organisation de l'aviation militaire de l'armée américaine aux Philippines juste avant et au début de la Seconde Guerre mondiale. Formée le 16 novembre 1941, la FEAF était le prédécesseur de la Fifth Air Force des United States Army Air Forces et United States Air Force.
Initialement, la Force aérienne d'Extrême-Orient comprenait également des aéronefs et du personnel de la Philippine Army Air Corps. La FEAF fut en grande partie détruite pendant la campagne des Philippines de 1941–42. Lorsque 14 Boeing B-17 Flying Fortress survivants et 143 membres de la force de bombardement lourd furent retirés de Mindanao à Darwin, en Australie, au cours de la troisième semaine de décembre 1941, le quartier général de la FEAF le suivit en quelques jours. Les B-17 étaient le seul avion de combat de la FEAF à échapper à la capture ou à la destruction lors de la retraite alliée,.
La FEAF, avec seulement 16 Curtiss P-40 et 4 chasseurs Seversky P-35 restants de sa force de combat d'origine, fut divisée en organisation aérienne et déplacée par des unités à Bataan du 24 au 25 décembre. 49 des 165 pilotes du 24e Pursuit Group de la FEAF furent également évacués pendant la campagne, mais du personnel non volant, un seul des 27 officiers et 16 hommes enrôlés blessés se sont échappés des Philippines. La quasi-totalité du personnel au sol et volant fut employée comme infanterie à un moment donné pendant leur séjour sur Bataan, où la plupart se sont rendus le 9 avril 1942.
Le personnel survivant et un petit nombre d'aéronefs reçus des États-Unis furent réorganisés en Australie en janvier 1942, et le 5 février 1942 rebaptisés « Fifth Air Force ». La plupart de ses avions étant basés à Java, la FEAF fut quasiment détruite une seconde fois en essayant d'endiguer la vague des avancées japonaises vers le sud.